# Filmografie
Een filmografie is een lijst met films, samengesteld volgens zekere criteria.
De criteria voor een filmografie kunnen betrekking hebben op diverse aspecten: de opgenomen films betreffen hetzelfde onderwerp, zijn van dezelfde regisseur, komen uit hetzelfde (taal)gebied, zijn van hetzelfde type etc..
Filmografieën worden meestal gebruikt in overzicht van producties van een individuele artiest, zoals:
- alle films geregisseerd door een bepaalde artiest (als regisseur)
- alle films waarin een bepaalde artiest (als acteur/stem) meespeelt

## Lijst van filmografieën
- Filmografie van D.W. Griffith
- Filmografie van Donald Duck
- Filmografie van Goofy
- Filmografie van Mary Pickford
- Filmografie van Pluto
- Filmografie van Rudolf Prack
- Filmografie van Georges Méliès
- Filmografie van Mickey Mouse
- Filmografie van Dilip Kumar
- Filmografie van Donald Trump

Daarnaast is in veel artikelen over artiesten of acteurs een filmografie opgenomen.